# Пертини, Алессандро
Алесса́ндро (Са́ндро) Джузе́ппе Анто́нио Перти́ни (итал. Alessandro Giuseppe Antonio Pertini; 25 сентября 1896, Стелла (провинция Савона, Лигурия, Королевство Италия, — 24 февраля 1990, Рим, Итальянская Республика) — итальянский политик-социалист, президент Италии с 1978 по 1985 годы.

## Биография

### Юность
Родился 25 сентября 1896 года в городе Стелла (провинция Савона). Обучался в колледже салезианцев в Варацце, а затем в лицее Кьябрера в Савоне. Высшее образование и диплом юриста он получил в Университете Генуи. К идеям социализма Пертини приобщил его учитель философии, который разделял взгляды социалистов-реформистов.
В 1918 году вступил в Союз социалистических партий Италии, после чего переехал во Флоренцию, где защитил диссертацию по политологии. Там же познакомился с такими видными итальянскими социалистами, как Гаэтано Сальвенмини, братьями Карлом и Нелли Росселли и Эрнесто Росси.

### Сопротивление фашизму
После убийства фашистами лидера Социалистической партии Италии Джакомо Маттеотти, Алессандро Пертини стал ярым приверженцем борьбы с тоталитарным режимом. Он и сам несколько раз был избит фашистами, но всё же не терял веры в свои идеалы. В 1923 году Пертини приговорили к заключению в концентрационный лагерь, но ему удалось скрыться. Позже он вместе с Филиппо Карло Росселли и Ферруччо Парри организовал бегство во Францию Филиппо Турати, наиболее видного лидера партии социалистов, а также сам его при этом сопровождал. Там он оставался до 1926 года, работая при этом каменщиком.
По возвращении в Италию в 1926 году он был арестован в Пизе и приговорён к 10 годам тюремного заключения. В 1935 году Пертини сослали на остров Санто-Стефано в Тирренском море, где он оставался до 1943 года.

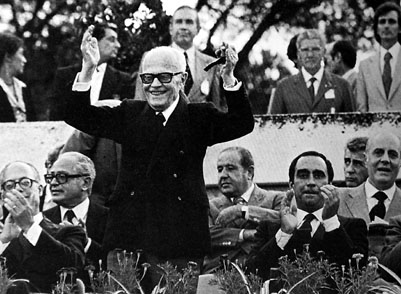
На открытии XIII молодёжных игр в 1981 году

Он был освобождён через месяц после ареста Бенито Муссолини, и присоединился к движению итальянского сопротивления против немецких оккупантов, а также против новообразованной Итальянской социальной республики. Вскоре он был арестован немцами и приговорён к смертной казни, но во время одного из антинацистских рейдов освобождён партизанами. После этого Пертини отправился на север Италии, где стал организатором партизанского движения. За годы войны Алессандро Пертини дослужился до звания лейтенанта и был награждён несколькими медалями за храбрость.
Весной 1945 года Пертини входил в Комитет национального освобождения Северной Италии. Он был противником всяких переговоров с Муссолини. По утверждению одного из руководителей антифашистского восстания Лео Вальяни, решение о расстреле Муссолини было принято Пертини, Серени, Лонго и Вальяни.

### Президентство
В 1945 году Пертини был избран депутатом первого парламента Итальянской республики. После войны он также стал видным деятелем Итальянской социалистической партии. Он критиковал все формы колониализма, а также коррупцию в итальянском государстве и даже внутри социалистической партии. В 1968 году он был назначен председателем Палаты депутатов Парламента Италии, уступив этот пост коммунисту Пьетро Инграо в качестве шага в поддержку «исторического компромисса». 
8 июля 1978 года в 16-м туре голосования избран президентом Итальянской Республики. На посту президента Италии преуспел в восстановлении доверия общества как к государству в целом, так и к различным его институтам. 29 июня 1985 года досрочно ушёл в отставку с поста президента Италии.
С 29 июня 1985 года — пожизненный сенатор.
В декабре 1988 года Сандро Пертини был награждён Медалью мира имени Отто Гана в Берлине за выдающиеся заслуги в делах мира и международного взаимопонимания.
Скончался 24 февраля 1990 года в Риме в возрасте 93 лет. Смерть Алессандро Пертини рассматривалась многими как национальная трагедия, а о нём самом после говорили как о самом успешном политике современной Италии.

## Награды и звания
- Золотая медаль «За воинскую доблесть» (6 августа 1955[8])
- Медаль «За вклад в развитие культуры и искусства» (10 июля 1985[9])